# 이귀순
이귀순(1979년 2월 19일 ~ )은 대한민국의 정치인이다. 광산구의원, 광주광역시의원을 지냈다.

## 학력
- 서강정보대학 사회복지행정학부 졸업
- 호남대학교 행정학과 졸업

## 경력
- 신가마을교육공동체 행복어울림 대표
- 더불어민주당 광주광역시당 부위원장
- 더불어민주당 중앙당 부대변인
- 2018년 7월 1일 ~ 2022년 4월 1일: 제8대 광주광역시 광산구의회 의원
  - 2020.07 ~ 2022.04: 제8대 광주광역시 광산구의회 후반기 예산결산특별위원회 위원장
- 2022년 7월 1일 ~ : 제9대 광주광역시의회 의원
  - 2022.07 ~ : 제9대 광주광역시의회 전반기 부의장
  - 2022.07 ~ : 제9대 광주광역시의회 전반기 교육문화위원회 위원

## 역대 선거 결과
|  | 39.11% |

|  | 70.43% |